# Миртгаджин
Миртгаджин (осет. Мыртгæджын — «калиновое место», груз. მართგაჯინა — Мартгаджина) — село на северо-западе Дзауского района Южной Осетии. Исторически было населено представителями осетинской фамилии Хугаевых. В настоящее время постоянного населения нет.

## География
Располагается на правом берегу среднего течения реки Джоджоры, западнее города Квайса.